# جزيرة ريوسام
جزيرة ريوسام وهي جزيرة من جزر إندونيسيا، وتقع في إقليم آتشيه.